# Walid I

El Imperio islámico en su mayor expansión.

Gran Mezquita de Damasco, construida por al-Walid I.

Al-Walid ibn Abd al-Málik (árabe: الوليد بن عبد الملك) o al-Walid I (668-25 de febrero de 715) fue un califa omeya, el tercero de la rama marwánida, que gobernó entre 705 y 715. Continuó la ampliación del imperio islámico hacia oriente y occidente que había iniciado su padre, y fue un gobernante eficaz.

## Biografía
Al-Walid I era el hijo mayor de Abd al-Málik y a su muerte, le sucedió en el califato. Reforzó de manera importante sus fuerzas militares, construyendo además una marina de guerra fuerte, atacando las costas de Sicilia, islas Baleares y la península ibérica. Su califato alcanzó el máximo poderío. Como su padre, siguió con el asesoramiento y ayuda de Al-Hayyach bin Yúsuf, le confirmó como valí (gobernador) de Persia dándole rienda suelta, y su confianza en él se tradujo en las conquistas de Transoxiana (705-714) y Sind, en el valle del Indo. Al-Hayyach era el responsable de escoger a los generales que acaudillaron estas acertadas campañas, y es bien conocido por su campaña exitosa contra Abd Allah ibn al-Zubayr durante el reinado del padre de al-Walid. 
En el 708, nombró valí de Ifriquiya a Musa ben Nusayr perteneciente a una tribu yemení para someter a los bereberes del norte de África. En el 711, Al-Hayyach le ordena la invasión de la península ibérica, consiguiendo después de su muerte, la toma de Narbona (715). 
Al-Walid, continuó el trabajo de consolidación del califato de su padre, completando la arabización de la administración (Diván), desarrolló un sistema de bienestar construyendo hospitales e instituciones educativas y tomó medidas en favor de las artes. Al-Walid era un entusiasta de la arquitectura y mandó reparar y restaurar la Mezquita del Profeta en Medina. Además, demolió la basílica cristiana de San Juan Bautista para edificar una gran mezquita, ahora conocida como la Gran Mezquita de Damasco o simplemente la Mezquita Omeya y otro edificio similar en Alepo. También construyó el Qasr Jarana (palacio de Jarana), uno de los tres castillos del desierto de Jordania. 
También se distinguió por su piedad personal, y muchas historias hablan de que recitaba continuamente el Corán y de los grandes banquetes que preparaba para los que ayunaban durante el Ramadán. A al-Walid le sucedió su hermano Suleimán I. Fue el padre de Ibrahim ibn Al-Walid, hijo de una esclava, y de Yazid III, hijo de una princesa sogdiana.
| Predecesor: Abd al-Málik | Califa 705-715 | Sucesor: Suleimán I |